# Anita Dobson
Anita Dobson (Londra, 29 aprile 1949) è un'attrice inglese.

## Carriera
Si è diplomata alla "Webber Douglas Academy" di arte drammatica a Londra.
Il suo primo ruolo importante risale al 1983, nella sitcom Up the Elephant and Round the Castle, ma è famosa soprattutto per il ruolo di Angie Watts, nella soap opera della BBC, EastEnders, che ha interpretato dal 1985 al 1988.
Dopo aver lasciato EastEnders, ha interpretato molti ruoli televisivi e teatrali, incluse le sitcom della BBC  Red Dwarf, Rab C Nesbitt e la sua serie Split Ends (1989), che però ha chiuso i battenti dopo un solo anno. Ha anche recitato nel film drammatico della BBC Dangerfield (1995) e Sunburn (1999); nel film drammatico ambientato in un ospedale Casualty (2000) e in Holby City (2003), e nella serie The Last Detective (2004).
Si è anche riunita con la collega di East Enders Leslie Grantham nella produzione Sky The Stretch e nella serie Urban Gothic (2000). 
Più recentemente è apparsa nel film poliziesco The Bill, nel 2005.

## Carriera musicale e teatrale
Nel 1986 ha raggiunto il quarto posto nella "UK Singles Chart" con  Anyone Can Fall in Love, canzone basata sul tema di EastEnders, scritta da Simon May. La canzone è stata prodotta da colui che sarebbe poi diventato marito di Anita, il chitarrista dei Queen Brian May. Ha anche lanciato altri album e altri singoli, ma con minore successo.
Sul palcoscenico, Anita Dobson ha interpretato il ruolo di Hazel Fletcher nel musical Budgie, con Adam Faith. È anche apparsa nel musical Rough Crossing; ha interpretato la parte di una sopravvissuta all'olocausto in My Lovely Shayna Maidel.
Più recentemente ha interpretato il ruolo di Gertrude nella produzione di  Amleto dell'English Touring Theatre. Ha recitato in diversi musical, tra cui Follies e Chicago.

## Riconoscimenti
Nel 1987 Anita viene votata per il Rear of the Year riconoscimento per personaggi con una notevole carriera alle spalle.
Nel 2003 è stata nominata per il premio "Laurence Olivier Award"  come migliore attrice nella sua performance in Frozen al Royal National Theatre

## Vita privata
Anita Dobson è sposata con Brian May, il celebre chitarrista della band inglese Queen.

## Filmografia parziale

### Cinema
- London Road, regia di Rufus Norris (2015)

### Televisione
- EastEnders – soap opera, 274 puntate (1985-1988)
- Highlander – serie TV, episodio 6x04 (1997)
- Doctor Who – serie TV, 4 episodi (2023-2024)